# Isle-et-Bardais
Isle-et-Bardais és un municipi francès, situat al departament de l'Alier i a la regió d'Alvèrnia-Roine-Alps. L'any 2007 tenia 285 habitants.

## Demografia

### Població
El 2007 la població de fet d'Isle-et-Bardais era de 285 persones. Hi havia 118 famílies de les quals 36 eren unipersonals (24 homes vivint sols i 12 dones vivint soles), 41 parelles sense fills, 37 parelles amb fills i 4 famílies monoparentals amb fills.
La població ha evolucionat segons el següent gràfic:
Habitants censats

### Habitatges
El 2007 hi havia 253 habitatges, 135 eren l'habitatge principal de la família, 88 eren segones residències i 30 estaven desocupats. 237 eren cases i 3 eren apartaments. Dels 135 habitatges principals, 101 estaven ocupats pels seus propietaris, 27 estaven llogats i ocupats pels llogaters i 7 estaven cedits a títol gratuït; 7 tenien una cambra, 11 en tenien dues, 29 en tenien tres, 36 en tenien quatre i 52 en tenien cinc o més. 96 habitatges disposaven pel capbaix d'una plaça de pàrquing. A 60 habitatges hi havia un automòbil i a 54 n'hi havia dos o més.

### Piràmide de població
La piràmide de població per edats i sexe el 2009 era:
| Homes | Edats   | Dones |
| ----- | ------- | ----- |
| 0     | 95 o +  | 0     |
| 0     | 90 a 94 | 4     |
| 0     | 85 a 89 | 0     |
| 0     | 80 a 84 | 4     |
| 12    | 75 a 79 | 8     |
| 8     | 70 a 74 | 16    |
| 24    | 65 a 69 | 24    |
| 12    | 60 a 64 | 12    |
| 16    | 55 a 59 | 0     |
| 8     | 50 a 54 | 12    |
| 16    | 45 a 49 | 4     |
| 8     | 40 a 44 | 20    |
| 12    | 35 a 39 | 0     |
| 4     | 30 a 34 | 8     |
| 8     | 25 a 29 | 8     |
| 8     | 20 a 24 | 4     |
| 8     | 15 a 19 | 16    |
| 4     | 10 a 14 | 8     |
| 4     | 5 a 9   | 8     |
| 4     | 0 a 4   | 8     |

## Economia
El 2007 la població en edat de treballar era de 165 persones, 116 eren actives i 49 eren inactives. De les 116 persones actives 111 estaven ocupades (61 homes i 50 dones) i 5 estaven aturades (3 homes i 2 dones). De les 49 persones inactives 21 estaven jubilades, 11 estaven estudiant i 17 estaven classificades com a «altres inactius».

### Ingressos
El 2009 a Isle-et-Bardais hi havia 118 unitats fiscals que integraven 255 persones, la mediana anual d'ingressos fiscals per persona era de 16.760 €.

### Activitats econòmiques
Dels 12 establiments que hi havia el 2007, 1 era d'una empresa de fabricació d'altres productes industrials, 3 d'empreses de construcció, 4 d'empreses d'hostatgeria i restauració, 1 d'una empresa immobiliària, 2 d'empreses de serveis i 1 d'una empresa classificada com a «altres activitats de serveis».
Dels 4 establiments de servei als particulars que hi havia el 2009, 1 era un guixaire pintor, 1 electricista i 2 restaurants.
L'any 2000 a Isle-et-Bardais hi havia 25 explotacions agrícoles que ocupaven un total de 1.140 hectàrees.

## Poblacions més properes
El següent diagrama mostra les poblacions més properes.